# Cloutier (métier)
Pour les articles homonymes, voir Cloutier (homonymie).
Le métier de cloutier est un ancien travail artisanal consistant à vendre et à fabriquer des clous à la main. Sous l’effet de l’industrialisation, le métier a disparu en France. Le village ardennais de Gespunsart comptait 600 cloutiers en 1879 et une douzaine en 1929.

## Histoire
Dans le Livre des métiers, rédigé vers 1268, sont distingués les cloutiers, les cloutiers-attacheurs et les cloutiers-épingliers. La corporation est dotée d’avantages, par exemple elle peut compter des femmes dans ses rangs, n’est pas obligée de s’approvisionner uniquement auprès des Halles etc.
Dans les derniers siècles du Moyen Âge, le métier a permis de fixer la population dans la vallée de la Meuse. Au début du XIXe siècle elle y faisait vivre environ 11 000 personnes.
En 1747, l'Encyclopédie de Diderot & d'Alembert distingue les « cloutiers d'épingles » et les « cloutiers tout court ». Elle consacre également plusieurs planches à la description des ateliers et des outils utilisés par ces deux types de cloutiers.
À partir de 1820, ce métier artisanal est progressivement remplacé par les machines à clou anglaises, une machine produisant en moyenne 10 à 50 fois plus qu’un cloutier. En 1848, une enquête nationale estimait le nombre de cloutiers français (hommes, femmes, enfants) à 4 570.

## Exercice du métier

### Dans la vallée de la Meuse
Le métier de « clôteux » se pratique dans la « boutique », l’atelier du cloutier, petite pièce de 12 à 20 mètres carrés. La boutique comprend une forge, une enclume et une roue à chien. L’enclume (ou socquette) à une forme spécifique permettant la fabrication de clous de formes différentes, elle comporte au moins 4 parties : la place, l’étape, la clouière et le ciseau. Une roue à chien a pour but d’actionner le soufflet de la forge grâce au chien du cloutier (ou « moteur à puce »). Le chien remplace ainsi, au milieu du XIXe siècle, le travail des enfants qui étaient auparavant chargés de cette tâche. Il s’agit d’une entreprise familiale, la femme pouvant devenir cloutière en cas d’incapacité de son mari.
Le facteur de clou fournit la matière première et s’occupe de trouver des débouchés aux cloutiers (qui sont illettrés) tout en jouant de la concurrence entre eux. Le travail s’effectue de 7 à 9h par jour, le cloutier façonne un clou en quelques secondes. Une centaine de formes de clous différentes peuvent être produites : clou de voilier, clou de charpente, clou ordinaire pour wagon de chemin de fer, clou de chaussures de course à pied etc. En 1875, le métier de cloutier rapporte un salaire de 5 Francs par semaine de 70h ; salaire à rapporter au prix d’un kilo de pain à l'époque (80 centimes).

### Dans la Loire
L’existence de cloutiers y remonte au moins au XVIIe siècle. Les critères pour faire un bon cloutier sont les suivants « Trois clous en une chaude ; Cinquante sans souffler ; Neuf-vingt (180), trois livres. ». Contrairement aux Ardennes ou le métier disparaît au début du XXe siècle, on trouve encore des cloutiers dans la Loire en 1941, leur production est recherchée pour certaines applications et elle leur offre des salaires « plus justes et rémunérateurs ». En effet, du XVIIe au XIXe siècle, et de la même façon que les cloutiers ardennais, les cloutiers de la Loire s’estimaient exploités par les marchands de clous.

## Outils et équipements
Pour se protéger des paillettes de métal en fusion, le cloutier Ardennais porte des sabots-bottes, des bandes de cuir autour des mollets (wagnettes) et un tablier de cuir épais (la banette). Le fer du cloutier Ardennais provient des Ardennes, de Belgique, du Luxembourg, de Lorraine ou de Suède.
Le cloutier Loirétain de condition modeste porte un pantalon en velours à côtes ou de grosse toile, une chemise en chanvre, un gilet de drap, une basane qui protège son corps du cou aux chevilles, un bonnet de laine, des sabots et des guêtres de drap.

## Dans la culture
- Le roman Macajotte de l'écrivain Jean-Paul Vaillant, publié en 1931, et dont le héros est un cloutier ardennais du XIXe siècle.
- Le chant du cloutier composé par Théophile Malicet : « […] L’enclume sonne clair ! Nos marteaux sont d’accord ! […] La flamme monte droit comme une gerbe d’or ; La tuyère effiloche un vieil épithalame ! […] »[26]